# Liste der Abgeordneten zum Tiroler Landtag (Gefürstete Grafschaft, IV. Wahlperiode)
Diese Liste der Abgeordneten zum Tiroler Landtag (Gefürstete Grafschaft, IV. Wahlperiode) listet alle Abgeordneten zum Tiroler Landtag im Kronland der Gefürsteten Grafschaft Tirol (Österreich-Ungarn) in dessen IV. Wahlperiode auf. Die Angelobung der Abgeordneten erfolgte am 14. September 1871, wobei der Landtag 68 Abgeordnete umfasste. Dem Landtag gehörten dabei 10 Vertreter des Großgrundbesitzes, 3 Vertreter der Handelskammer, 13 Vertreter der Städte und Orte und 34 Vertreter der Landgemeinden. Hinzu kamen sieben Virilstimmen und die Stimme des Rektors der Universität Innsbruck.

## Sessionen
- I. Session: 14. September 1871 bis 13. Oktober 1871
- II. Session: 5. November 1872 bis 13. November 1872
- III. Session: 26. November 1873 bis 17. Jänner 1874
- IV. Session: 15. September 1874 bis 13. Oktober 1874
- V. Session: 6. April 1875 bis 14. Mai 1875
- VI. Session: 7. März 1876 bis 9. März 1876

## Landtagsabgeordnete
Die Tabelle enthält im Einzelnen folgende Informationen:
| Name:        | Name des Abgeordneten |
| Wahlklasse:  | Die dem Klassenwahlrecht entsprechende Wahlklasse bzw. Kurie: I. Wahlklasse = Virilstimmen, Geistliche und Rektor der Universität Innsbruck; II: Adelige des großen Grundbesitzes; III: Handels- und Gewerbekammer; IV: Zensuswahlklasse unterteilt nach Städten/Orten bzw. Landgemeinden; |
| Region:      | Die im Wahlbezirk enthaltenen Städte oder Stadtteile (Stadtwahlbezirke) bzw. Gerichtsbezirke (Landgemeindewahlbezirke) oder Sitze der Bischöfe bzw. Klöster (Wahlbezirke der Fürsterzbischöfe und Prälaten)                                                                                |
| Anmerkungen: | Veränderungen während der Periode durch Tod, Mandatsverzicht oder spätere Angelobung |

| Name                               | Wahl- klasse                  | Region                                                                             | Anmerkung                                            |
| ---------------------------------- | ----------------------------- | ---------------------------------------------------------------------------------- | ---------------------------------------------------- |
| Ludwig Armani Armani Ludwig        | Städte und Orte               | Rovereto                                                                           | ab der 4. Session                                    |
| Ballardini Simon                   | Landgemeinden                 | Tione, Condino, Stenico                                                            | nur in der 1. Session                                |
| Bertagnolli Casimir                | Landgemeinden                 | Cavalese, Fassa, Primiero                                                          | bis inklusive der 3. Session                         |
| Bertolini Karl                     | Handelskammer                 | Rovereto                                                                           | ab der 4. Session                                    |
| Blaas Florian                      | Städte und Orte               | Innsbruck                                                                          |                                                      |
| Bossi-Fedrigotti Wilhelm von       | Adeliger großer Grundbesitz   |                                                                                    |                                                      |
| Brader Cölestin                    | Fürsterzbischöfe und Prälaten | Äbte von Stift Wilten, Stams und Fiecht                                            |                                                      |
| Brandis Anton                      | Landgemeinden                 | Brixen, Sterzing                                                                   |                                                      |
| Brugger Kaspar                     | Landgemeinden                 | Lienz, Windischmatrei, Sillian                                                     |                                                      |
| Campagna Johann Baptist            | Landgemeinden                 | Trient (Umgebung), Gerichtsbezirk Lavis, Cembra, Civezzano, Bezzano, Pergine       | ab der 4. Session                                    |
| Capraro Thomas                     | Landgemeinden                 | Borgo, Strigno, Levico                                                             | nur in der 1. Session                                |
| Capraro Thomas                     | Landgemeinden                 | Borgo, Strigno, Levico                                                             | ab der 4. Session                                    |
| Christel Johann                    | Landgemeinden                 | Cavalese, Fassa, Primiero                                                          |                                                      |
| Ciani Johann                       | Städte und Orte               | Trient                                                                             | ab der 2. Session                                    |
| Cresseri Simon                     | Städte und Orte               | Riva, Ala, Arco und Mori                                                           | ab der 4. Session                                    |
| Degara Heliodor                    | Fürsterzbischöfe und Prälaten | Erzpriester von Rovereto und der Probst von Arco                                   |                                                      |
| Devarda Emanuel                    | Städte und Orte               | Mezzolombardo, Cles, Fondo, Lavis und Cavalese                                     | in der 2. und 3. Session                             |
| Devarda Richard                    | Städte und Orte               | Mezzolombardo, Cles, Fondo, Lavis und Cavalese                                     | ab der 4. Session                                    |
| Dietl Josef                        | Landgemeinden                 | Meran, Schlanders, Glurns, Passeier, Lana                                          |                                                      |
| Dipauli Anton von                  | Städte und Orte               | Meran, Glurns, Kaltern und Tramin                                                  |                                                      |
| Dordi Karl                         | Landgemeinden                 | Borgo, Strigno, Levico                                                             | ab der 4. Session                                    |
| Dordi Carlo                        | Städte und Orte               | Levico, Pergine und Borgo                                                          | nur in der 1. Session                                |
| Duregger Ludwig                    | Handels- und Gewerbekammer    | Innsbruck                                                                          |                                                      |
| Eiterer Wendelin                   | Landgemeinden                 | Landeck, Ried, Nauders                                                             |                                                      |
| Fedrigotti Friedrich               | Landgemeinden                 | Rovereto, Rogaredo, Mori, Riva, Ala, Arco, Val di Ledro                            |                                                      |
| Figarolli Fedele                   | Handelskammer                 | Roverto                                                                            | bis inklusive der 3. Session                         |
| Fiorio Severin                     | Landgemeinden                 | Borgo, Strigno, Levico                                                             | in der 2. und 3. Session                             |
| Firmian Ludwig                     | Adeliger großer Grundbesitz   |                                                                                    |                                                      |
| Gaisa Hieronymus                   | Städte und Orte               | Roverto                                                                            | in der 3. Session                                    |
| Garbari Joachim                    | Landgemeinden                 | Borgo, Strigno, Levico                                                             | in der 2. und 3. Session                             |
| Gasser Vinzenz                     | Fürsterzbischöfe und Prälaten | Fürsterzbischof von Brixen                                                         |                                                      |
| Gentilini Alois                    | Landgemeinden                 | Tione, Condino, Stenico                                                            | ab der 4. Session                                    |
| Giovanelli Ignaz                   | Landgemeinden                 | Bozen (Umgebung), Neumarkt, Kaltern, Sarnthal, Kastelruth, Klausen                 |                                                      |
| Giovanelli Paul                    | Landgemeinden                 | Meran, Schlanders, Glurns, Passeier, Lana                                          |                                                      |
| Goldegg Hugo von                   | Adeliger großer Grundbesitz   |                                                                                    |                                                      |
| Graf Friedrich                     | Landgemeinden                 | Brunneck, Taufers, Welsberg, Buchenstein, Enneberg, Ampezzo                        |                                                      |
| Grazioli Josef                     | Landgemeinden                 | Trient (Umgebung), Lavis, Cembra, Civezzano, Bezzano, Pergine                      | nur in der 3. Session                                |
| Grebmer Eduard von                 | Städte und Orte               | Innsbruck                                                                          |                                                      |
| Greuter Josef                      | Landgemeinden                 | Landeck, Ried, Nauders                                                             |                                                      |
| Haraßer Johann                     | Landgemeinden                 | Kitzbühel, Hopfgarten                                                              |                                                      |
| Heller Camill                      | Universität Innsbruck         |                                                                                    | nur in der 1. Session                                |
| Hofer Andreas von                  | Adeliger großer Grundbesitz   |                                                                                    |                                                      |
| Irschara Dominikus                 | Fürsterzbischöfe und Prälaten | Äbte von Marienberg, Neustift und Gries                                            |                                                      |
| Kemenater Anton                    | Landgemeinden                 | Bozen (Umgebung), Neumarkt, Kaltern, Sarnthal, Kastelruth, Klausen                 |                                                      |
| Köfler Franz                       | Landgemeinden                 | Lienz, Windischmatrei, Sillian                                                     |                                                      |
| Lorenz Benedikt                    | Landgemeinden                 | Innsbruck (Umgebung), Mieders, Steinach, Telfs                                     |                                                      |
| Lotz Josef                         | Landgemeinden                 | Cavalese, Fassa, Primiero                                                          | ab der 4. Session                                    |
| Lutti Vinzenz von                  | Städte und Orte               | Riva, Ala, Arco und Mori                                                           | nur in der 1. Session                                |
| Marchietti Jakob                   | Landgemeinden                 | Tione, Condino, Stenico                                                            | in der 2. und 3. Session                             |
| Mayr Josef                         | Landgemeinden                 | Rattenberg, Kufstein, Fügen, Zell                                                  |                                                      |
| Melchiori Josef                    | Adeliger großer Grundbesitz   |                                                                                    |                                                      |
| Mendini Celeste                    | Städte und Orte               | Levico, Pergine und Borgo                                                          | ab der 4. Session                                    |
| Menghin Achilles                   | Landgemeinden                 | Rovereto, Rogaredo, Mori, Riva, Ala, Arco, Val di Ledro                            |                                                      |
| Merli Peregrin                     | Landgemeinden                 | Cles, Male, Fondo, Mezzolombardo                                                   | ab der 2. Session                                    |
| Mörl Heinrich von                  | Adeliger großer Grundbesitz   |                                                                                    |                                                      |
| Nardelli Celeste                   | Landgemeinden                 | Cles, Male, Fondo, Mezzolombardo                                                   | nur in der 1. Session                                |
| Oliari Peter                       | Landgemeinden                 | Cles, Male, Fondo, Mezzolombardo                                                   | ab der 2. Session                                    |
| Onestinghel Cäsar                  | Landgemeinden                 | Kitzbühel, Hopfgarten                                                              |                                                      |
| Oß-Mazzurana Paul                  | Städte und Orte               | Trient                                                                             | nur in der 1. Session                                |
| Ostheimer Franz                    | Städte und Orte               | Brixen, Sterzing, Klausen, Bruneck, Lienz und Innichen                             |                                                      |
| Ottenthal Franz von                | Adeliger großer Grundbesitz   |                                                                                    |                                                      |
| Pacher Josef                       | Städte und Orte               | Levico, Pergine und Borgo                                                          | in der 2. und 3. Session                             |
| Pedrotti Peter                     | Städte und Orte               | Trient                                                                             | in der 2. und 3. Session                             |
| Petzer Anton                       | Landgemeinden                 | Brunneck, Taufers, Welsberg, Buchenstein, Enneberg, Ampezzo                        |                                                      |
| Pizzini Johann Baptist von         | Städte und Orte               | Riva, Ala, Arco und Mori                                                           | in der 2. und 3. Session                             |
| Pizzini Eduard                     | Städte und Orte               | Roverto                                                                            | nur in der 1. Session                                |
| Prato Johann von                   | Städte und Orte               | Trient                                                                             | nur in der 1. Session                                |
| Pretis Johann de                   | Landgemeinden                 | Cles, Male, Fondo, Mezzolombardo                                                   | nur in der 1. Session                                |
| Rapp Franz                         | Landgemeinden                 | Hall, Schwaz                                                                       |                                                      |
| Rapp Johann                        | Landgemeinden                 | Rattenberg, Kufstein, Fügen, Zell                                                  |                                                      |
| Riccabona-Reichenfels Benedikt von | Fürsterzbischöfe und Prälaten | Fürsterzbischof von Trient                                                         |                                                      |
| Riccabona-Reichenfels Julius von   | Landgemeinden                 | Hall, Schwaz                                                                       |                                                      |
| Sartorelli Josef                   | Landgemeinden                 | Borgo, Strigno, Levico                                                             | nur in der 1. Session                                |
| Scari Gilbert von                  | Adeliger großer Grundbesitz   |                                                                                    |                                                      |
| Sizzo Heinrich                     | Adeliger großer Grundbesitz   |                                                                                    |                                                      |
| Speckbacher Franz                  | Landgemeinden                 | Silz, Imst, Reutte                                                                 |                                                      |
| Stadler Franz                      | Landgemeinden                 | Innsbruck (Umgebung), Mieders, Steinach, Telfs                                     |                                                      |
| Streiter Josef                     | Handels- und Gewerbekammer    | Bozen                                                                              |                                                      |
| Taddei Josef                       | Städte und Orte               | Mezzolombardo, Cles, Fondo, Lavis und Cavalese                                     | nur in der 1. Session                                |
| Tamerl Johann                      | Städte und Orte               | Imst, Vils, Reutte und Landeck                                                     |                                                      |
| Tarnoczy Maximilian von            | Fürsterzbischöfe und Prälaten | Fürsterzbischof von Salzburg                                                       | ließ sich von Wilhelm von Tarnoczy vertreten         |
| Tarnoczy Wilhelm von               | Fürsterzbischöfe und Prälaten | Fürsterzbischof von Salzburg                                                       | vertrat den Fürsterzbisch Maximilian von Tarnoczy    |
| Thaler Joseph                      | Fürsterzbischöfe und Prälaten | Pröbste von Bozen und Innichen mit dem Land-Commenthur des deutschen Ritter-Ordens | nur in der 1. Session                                |
| Thun Emanuel                       | Landgemeinden                 | Trient (Umgebung), Lavis, Cembra, Civezzano, Bezzano, Pergine                      | nur in der 1. Session                                |
| Ullmann Emanuel                    | Universität Innsbruck         |                                                                                    | ab der 2. Session, bis zum 23. September 1874        |
| Venturi Gustav von                 | Städte und Orte               | Trient                                                                             | ab der 4. Session                                    |
| Vintschgau Maximilian von          | Universität Innsbruck         |                                                                                    | als Nachfolger von Emanuel Ullmann in der 4. Session |
| Völkl Johann                       | Fürsterzbischöfe und Prälaten | Pröbste von Bozen und Innichen mit dem Land-Commenthur des deutschen Ritter-Ordens | ab der 2. Session                                    |
| Wieser Josef                       | Landgemeinden                 | Brixen, Sterzing                                                                   |                                                      |
| Wildauer Tobias                    | Städte und Orte               | Hall, Rattenberg, Kitzbühel, Kufstein und Schwaz                                   |                                                      |
| Wolf Anton                         | Landgemeinden                 | Silz, Imst, Reutte                                                                 |                                                      |
| Wolkenstein Arthur                 | Adeliger großer Grundbesitz   |                                                                                    |                                                      |
| Würzer Julius                      | Städte und Orte               | Bozen                                                                              |                                                      |
| Zanella Johann                     | Landgemeinden                 | Trient (Umgebung), Lavis, Cembra, Civezzano, Bezzano, Pergine                      |                                                      |
| Zoanetti Peter                     | Landgemeinden                 | Tione, Condino, Stenico                                                            |                                                      |